# Курение
Куре́ние — пиролитическая ингаляция (вдыхание дыма), препаратов, преимущественно растительного происхождения, тлеющих в потоке вдыхаемого воздуха, с целью насыщения организма содержащимися в них активными веществами путём их возгонки и последующего всасывания в лёгких и дыхательных путях. Как правило, применяется для употребления курительных смесей, обладающих наркотическими свойствами (табак, гашиш, марихуана, опиум, крэк и т. п.) благодаря быстрому поступлению насыщенной психоактивными веществами крови в головной мозг.
Также словом курение или воскуре́ние обозначают сожжение или испарение благовоний и ароматических веществ, применяемое в религиозных ритуалах, в ароматерапии и для ароматизации воздуха.
Всемирная организация здравоохранения (ВОЗ) констатирует, что курение табака убивает до половины его потребителей. Табачная эпидемия является одной из самых значительных угроз для здоровья населения, когда-либо возникавших в мире.
ВОЗ заявляет, что новые табачные изделия содержат химические вещества, схожие с веществами, содержащимися в традиционных табачных изделиях, и оказывают такое же вредное воздействие на здоровье.
В результате воздействия табака умирают 8 миллионов человек в год, и ещё 1 миллион — в результате воздействия вторичного табачного дыма.

## История
Курение как таковое (если рассматривать в этом качестве вдыхание дыма от сгорающих растений) известно очень давно. Фрески в индийских храмах изображают фигуры богов, вдыхающих дым ароматических курений. Курительные трубки были найдены при раскопках захоронений знати в Египте, датируемых XXI—XVIII веками до нашей эры. Геродот, описывая быт и нравы скифов, писал, что они имеют привычку вдыхать дым сжигаемых растений. Как утверждал немецкий этнограф Гюго Обермейер, курение конопли при помощи трубок было известно древним германцам и галлам в I веке до н. э.
Об этом говорится и в древнекитайской литературе.
Предполагают, что курение в виде вдыхания дымов особенных растений (например, конопли) возникло как атрибут ритуальных действий, помогающих освободить сознание шамана и достигнуть особого состояния духа.
Во Франции существует Музей курения. Он расположен в Париже, на улице Паш, рядом с площадью Бастилии. Музей табака существует в Гронингене, Нидерланды.

### Старый Свет
15 марта 1496 года корабль второй экспедиции Колумба «Эль Ниньо» привёз в Европу высушенные листья специальной травы для курения. Трава была «родом» из провинции Тобаго и была представлена европейцам под именем «табак». Век спустя после открытия Америки табак уже выращивали в Бельгии, Испании, Италии, Швейцарии и Англии.
Одной из причин столь быстрого распространения табака стало глубокое убеждение тогдашних просвещённых умов в целебных свойствах табака. В 1571 году испанский доктор Николас Мондарес опубликовал труд о целебных растениях Америки, где указал, что табак может излечивать от 36 болезней. Распространению табака способствовали и государственные деятели. Так, Жан Нико рекомендовал его Екатерине Медичи как средство от мигрени. При французском дворе его использовали в качестве средства от зубных болей, ломоты в костях и желудочных расстройств. Маркиза де Помпадур была страстной курильщицей и имела более трёхсот трубок. Табак считался панацеей; для излечения от самых разных болезней его не только нюхали, но также жевали и курили. Научное имя табака Nicotiána было дано в честь Жана Нико.
Правительства разных стран пытались бороться с табакокурением. В Великобритании и Османской империи в конце XVI века курильщиков приравнивали к колдунам и наказывали «усекновением головы». На Руси в XVII веке при царе Михаиле Фёдоровиче курильщиков били палками, а после московского пожара 1634 года стали применять смертную казнь. Пётр I в 1697 году отменил запрет на курение после возвращения на родину из заграничной части Европы. Там он стал заядлым курильщиком.
Во время Первой мировой войны табак стал незаменимой частью рациона солдат, его рекомендовали курить для успокоения нервов.

### Новый Свет
Первые изображения курильщиков табака, найденные в древних храмах Центральной Америки, датируются X веком до н. э. Табак ценился местными лекарями: ему приписывались целебные свойства, и листья табака применялись как болеутоляющее средство.
Курение табака применялось и в религиозных ритуалах древних цивилизаций Америки. Считалось, что вдыхание табачного дыма помогает общаться с богами. Развились два способа курения табака: в Северной Америке — трубки, а в Южной Америке — курение сигар, скрученных из цельных табачных листьев. Эти сигары были прототипом современных сигарет.

## Последствия курения

### Курение табака
«Научные данные недвусмысленно подтверждают, что потребление табака и воздействие табачного дыма являются причиной смерти, болезни и инвалидности и что между воздействием курения и другими видами употребления табачных изделий и наступлением болезней, связанных с табаком, существует определённый разрыв во времени…
Сигареты и некоторые другие изделия, содержащие табак, являются высокотехнологичными изделиями, разработанными таким образом, чтобы создавать и поддерживать зависимость…

В настоящее время имеются чёткие научные данные о том, что перинатальное воздействие табачного дыма вызывает неблагоприятные состояния здоровья и развития детей…»— Рамочная Конвенция ВОЗ по борьбе против табака
ВОЗ констатирует «Табачная эпидемия является одной из самых значительных угроз для здоровья населения, когда-либо возникавших в мире».
Новые табачные изделия содержат химические вещества, схожие с веществами, содержащимися в традиционных табачных изделиях, и оказывают такое же вредное воздействие на здоровье.
По данным ВОЗ, употребление табака усугубляет бедность. Для курящего человека сложно снизить расходы на табак, поскольку табак вызывает крайне сильную зависимость.

#### Продолжительность жизни
В одном исследовании показывается, что курящие мужчины и женщины теряют в среднем около 13,2 и 14,5 лет своей жизни соответственно. В другом исследовании сокращение жизни от курения оценивается в 6,8 года. Каждая выкуренная сигарета в среднем укорачивает жизнь на 11 минут. Курильщики умирают в три раза чаще до 60 и 70 лет, чем некурящие.

#### Пассивное курение табака
ВОЗ утверждает, что около половины детей во всём мире регулярно вдыхает воздух, загрязнённый табачным дымом, в общественных местах.
ВОЗ утверждает, что безопасного воздействия вторичного табачного дыма не существует:
- У взрослых людей вторичный табачный дым вызывает такие серьёзные заболевания как: сердечно-сосудистые и респираторные заболевания, включая ишемическую болезнь сердца и рак лёгких. У детей грудного возраста табачный дым увеличивает риск внезапной смерти младенца. У беременных женщин он приводит к осложнениям во время беременности и рождению детей с малым весом.
- Вторичный табачный дым является причиной более 1,2 миллиона случаев преждевременных смертей в год.
- В год 65 000 детей умирают от заболеваний, вызываемых воздействием вторичного табачного дыма.

#### Смертность
Всемирная организация здравоохранения (ВОЗ) и научные исследования констатируют, что курение табака убивает до половины людей, которые его употребляют.
По данным ВОЗ, употребление табака ежегодно приводит к более 8 миллионов смертей. Более 7 миллионов из них приходится на потребителей и бывших потребителей табака. А более 1,2 миллиона — на некурящих людей, вдыхавших вторичный табачный дым.
По заявлениям ВОЗ: «Каждые 6 секунд из-за табака умирает примерно один человек», «В 20-м веке табак стал причиной 100 миллионов случаев смерти. При сохранении нынешних тенденций в 21-м веке из-за него произойдёт до одного миллиарда случаев смерти», «Если не принять меры, к 2030 году число случаев смерти, связанных с табаком, превысит 8 миллионов в год. Более 80 % из этих случаев смерти произойдут в странах с низким и средним уровнем дохода».
Курение является одной из основных причин предотвратимой смертности во всём мире. В Соединённых Штатах около 500 000 смертей в год связаны с заболеваниями, связанными с курением, а недавнее исследование показало, что до 1/3 мужского населения Китая значительно сократит продолжительность жизни из-за курения.
3 апреля 2008 года на заседании Комитета Госдумы РФ по охране здоровья первый заместитель главы упомянутого комитета академик РАМН Николай Герасименко, в частности, сообщил, что от причин, связанных с курением, в России каждый год умирает до полумиллиона человек.
В табаке и табачном дыме содержится радиоактивный элемент полоний-210, об этом предпочитают умалчивать производители табака. «Производители табака обнаружили этот элемент более 40 лет назад, попытки изъять его были безуспешны» — говорится в статье исследователей Стэнфордского университета и клиники Майо в Рочестере.
Поскольку вдыхаемый дым обжигает слизистые, и в нём содержится большое количество вредных веществ (бензпирен, нитрозамины, угарный газ, частицы сажи и т. д.), курение (независимо от используемого препарата) повышает риск развития рака лёгких, рта и дыхательных путей, хронической обструктивной болезни лёгких (ХОБЛ), психических, сердечно-сосудистых и прочих заболеваний. В настоящее время наиболее распространёнными последствиями длительного курения являются возникновение ХОБЛ и развитие различных опухолей дыхательной системы.

#### Рак
По данным ВОЗ, вероятность рака лёгких у курильщиков в 22 раза выше, чем у некурящих. Риск развития рака лёгких у некурящих людей, подвергающихся воздействию вторичного табачного дыма, выше на 30 %.
В табачном дыме присутствует минимум 250 химических веществ, наносящих вред здоровью, а не менее 69 — являются известными канцерогенами.
Риск смерти от рака лёгких до 85 лет составляет 22,1 % для курящего мужчины и 11,9 % для нынешнего курильщика при отсутствии конкурирующих причин смерти. Соответствующие оценки для некурящих на протяжении всей жизни составляют 1,1 % вероятности смерти от рака лёгких до 85 лет для мужчины европейского происхождения и 0,8 % для женщины.
В настоящее время с курением связано 90 % случаев рака лёгкого — злокачественной опухоли, которая в 60 % случаев приводит к гибели заболевшего. Среди курящих мужчин, пожизненный риск развития рака лёгких составляет 17,2 %, среди курящих женщин — 11,6 %. Этот риск значительно ниже у некурящих: 1,3 % у мужчин и 1,4 % у женщин.
Курение в подавляющем большинстве случаев является причиной возникновения рака гортани — злокачественной опухоли, выживаемость при которой на III стадии составляет не более 63-67 %.

#### Заболевания дыхательных путей
Табак является одним из основных факторов риска возникновения респираторных заболеваний. Курение табака вызывает такие заболевание дыхательных путей как рак лёгких, туберкулёз, Бронхиальная астма, хроническая обструктивная болезнь лёгких.

##### Хроническая обструктивная болезнь лёгких
Хроническая обструктивная болезнь лёгких (ХОБЛ) — сопровождающееся эпизодами одышки, кашля и выработки слизи. У каждого пятого курильщика на протяжении его жизни развивается ХОБЛ, и около половины случаев смерти от ХОБЛ вызвана курением. Человек подвергавшийся частому воздействию вторичного табачного дыма в детстве, подвергается риску возникновения ХОБЛ во взрослом возрасте.

#### Заболевание сердечно сосудистой системы
Сердечная недостаточность
По данным крупномасштабного исследования CARTA, используя метод менделевской рандомизации, была показана причинно-следственная связь между курением и развитием сердечной недостаточности в связи с увеличением частоты сердечных сокращений в покое. Ключевую роль в факторе риска развития сердечно-сосудистых заболеваний выполняет именно никотин, действие которого увеличивает частоту сердечных сокращений и изменяет сократимость гладких мышечных волокон в сосудистых стенках, тем самым создавая нагрузку на сердечно-сосудистую систему в целом.
Американский кардиолог из Brigham and Women’s Hospital (Бостон, Массачусетс) выяснил, что курение приводит к увеличению массы и гипертрофии левого желудочка сердца за счёт утолщения миокарда, что повышает риск развития сердечной недостаточности. У курильщиков, у которых нет ишемической болезни сердца, инфарктов и инсультов, в левом желудочке сердца происходили изменения: увеличивался его размер и изменялась форма. Это приводит к ухудшению сердечной функции.

#### Бесплодие и импотенция
Исследователями отмечается корреляция курения с импотенцией. Для мужчин, выкуривающих в день по две пачки сигарет, риск стать импотентами на 40 % выше, чем для некурящих. Для мужчин, выкуривающих 20 сигарет в день, вероятность стать импотентом выше на 24 % по сравнению с некурящими. Для тех, кто курит больше 20 сигарет ежедневно, это число возрастает до 39 %. Причиной является поражение никотином и смолами кровеносных сосудов, отвечающих за кровенаполнение пениса во время сексуального возбуждения. При этом риск развития импотенции остаётся даже после прекращения курения. К риску возникновения импотенции приводит также курение кальяна.
Курение также способствует ухудшению качества спермы, что подтверждается исследованиями. Сперматозоиды курильщиков содержат больше повреждённой ДНК, а их активность значительно ниже, чем у некурящих мужчин.
Курение или пассивное вдыхание табачного дыма может послужить причиной бесплодия у женщин. Курящие женщины имеют на 60 % больше шансов стать бесплодными по сравнению с некурящими. В частности, никотин и другие вредные химикаты поступающие в организм с сигаретным дымом вмешиваются в способность организма синтезировать эстроген — гормон, который регулирует овуляцию. Курение также значительно ухудшает внутриутробное кровоснабжение. Некоторые повреждения детородной функции могут стать необратимыми, однако прекращение курения необходимо для предотвращения дальнейшего повреждения.

#### Язвенная болезнь желудка
Курение является фактором риска развития язвы желудка и двенадцатиперстной кишки, увеличивая не только риск заболевания, но длительность последующего восстановления.

#### Поражения нервной системы
Атрофия и демиелинизация (разрушение белого вещества головного и спинного мозга) при рассеянном склерозе более выражена у пациентов, которые курили хотя бы 6 месяцев в течение жизни по сравнению с
никогда не курившими больными.

#### Психические заболевания
Высокая встречаемость шизофрении и депрессивных расстройств среди курящих была обнаружена достаточно давно: наблюдалась высокая встречаемость курения среди людей, больных депрессией, так и высокая частота встречаемости депрессии среди курильщиков. Однако не было объяснено, шизофрения или депрессия приводит к увеличению табакокурения, или курение приводит к развитию психических заболеваний. По результатам менделеевской рандомизации было показано, что именно курение является значимой причиной риска развития шизофрении и депрессии. Для шизофрении курение увеличивает риск развития этого заболевания в 2,27 раза, для депрессии в 1,99 раз, кроме этого обнаруживаются дозозависимые эффекты курения на риск этих заболеваний. Никотин действуя на никотиновый холинэргический рецептор стимулирует выброс нейромедиаторов, таких как дофамин и серотонин, в то же время на экспериментальных данных показано, что длительная стимуляция серотониновой системы приводит к развитию депрессивных расстройств.

#### Ухудшение зрения
Курение может оказать токсическое действие на сетчатку и явиться одним из факторов развития макулодистрофии.

#### Возникновение зависимости
Зависимость от табакокурения может быть как психологической, так и физической. При психологической зависимости человек тянется за сигаретой, когда находится в курящей компании, либо в состоянии стресса, нервного напряжения, для стимуляции умственной деятельности. Вырабатывается определённая привычка, ритуал курения, без которого человек не может полноценно жить. Иногда такие люди ищут повод, чтобы покурить, «перекуривают», при обсуждении какого-либо дела, либо просто общаясь, или чтобы «убить» время, тянясь за сигаретой.
При физической зависимости требование организмом никотиновой дозы так сильно, что всё внимание курящего сосредоточивается на поиске сигареты, идея курения становится столь навязчивой, что большинство других потребностей (сосредоточение на работе, утоление голода, отдых, сон и т. д.) уходят на второй план. Появляется невозможность сконцентрироваться на чём-либо, кроме сигареты, может наступить апатия, нежелание что-либо делать.

### Курение во время беременности
Курение во время беременности может вызвать СДВГ у ребёнка.
Учёные доказали, что курение во время беременности вызывает изменения на генетическом уровне. Страдает более шести тысяч участков ДНК: на поверхности белков появляются специфические «метки», что может привести и к нарушению функционирования этих генов.
Учёные из Германии выяснили, что дети, подвергшиеся воздействию никотина, могут иметь проблемы со слухом из-за неправильного развития слуховой области в мозге. Это область мозга, которая используется при анализе звуковых паттернов. А нарушение слуха влечёт за собой трудности развития речи, плохую обучаемость. Врачи также утверждают, что курение может привести к преждевременным родам или к проявлению синдрома внезапной детской смерти у детей до 1 года.
Китайские исследователи провели метаисследование, в результате которого они выяснили, что у детей, чьи отцы курили, а матери подвергались пассивному курению, риск развития врождённых пороков сердца оказался во много раз больше.

#### Преждевременные роды
Некоторые исследования показывают, что вероятность преждевременных родов составляет примерно на 1 % выше у женщин, которые курят во время беременности.

## Предотвращение курения
Образование и консультирование врачей, детей и подростков оказалось эффективным в снижении риска употребления табака. Систематические обзоры показывают, что психосоциальные вмешательства могут помочь женщинам бросить курить на поздних сроках беременности.

## Отказ от курения (лечение никотиновой зависимости)
Известный генетик Друин Берч (Druin Burch) считает, что совет «не курить» превосходит по значимости все другие рекомендации по поводу здоровья:
Вредные последствия курения примерно уравновешивают общую пользу всех медицинских методов, разработанных со времён Второй мировой войны. Избавление от курения принесёт больше пользы, чем возможность излечить людей от всех возможных видов рака.
Большинство курильщиков, узнавших о последствиях, хочет бросить курить. Консультирование с врачом и назначение лекарственных средств могут более чем вдвое увеличить шансы бросить курить.
Кокрановский обзор 2016 года показал, что сочетание медикаментозного лечения и поведенческой поддержки было более эффективным, чем минимальные вмешательства или обычное лечение.
В 23 странах (приблизительно 32 % населения мира) есть возможность получить комплекс услуг для отказа от курения табака полностью или частично бесплатно.
Малое количество людей знают о конкретных рисках употребления табака. Глобальное обследование потребления табака в Китае взрослыми показало, что 26,6 % курильщиков знают, что курение приводит к раку лёгких, болезням сердца и инсульту.
Для избавления от никотиновой зависимости применяют такие лекарства, как варениклин и бупропион.

### Графические предупреждения
Запрет на рекламу табачных изделий способствует уменьшению их потребления. Кампании в СМИ могут способствовать снижению спроса на них.

## Роль генетики
Полиморфные варианты в генетическом кластере CHRNA5 — CHRNA3 — CHRNB4 имеют значимую ассоциацию с развитием никотиновой зависимости. Полиморфизмы в гене CHRNA5, также ассоциированы с развитием рака лёгких, хронической обструктивной болезнью лёгких, шизофренией. Также обнаружено значимое влияние полиморфизмов CHRNA5 c продолжительностью жизни. Эффект этого на столь разные заболевания объясняется увеличенным среднем потреблением сигарет у носителей полиморфного варианта. За счёт модификации средового воздействия этот ген является одним из исследуемых маркёров, используемых для менделевской рандомизации и установления причинно-следственных эффектов курения.

## Ограничения
В различных странах, согласно национальному законодательству, действует ряд ограничений по реализации и потреблению табачных изделий.

### В России

#### Распространение
По данным исследования «Глобальный опрос взрослого населения о потреблении табака» (GATS), в России курит:
- мужчин — 60,2 %
- женщин — 21,7 %.

Всего курят 44,9 млн взрослых, что составляет почти 40 % населения страны. В возрастной группе от 18 до 44 лет курит почти половина граждан России. 7,3 млн человек начали курить в возрасте моложе 18 лет.
В России выявлена высокая интенсивность курения. Среднее число сигарет в день:
- мужчины — 18,
- женщины — 13.

Пассивному курению подвергается около 80 % населения России:
- 35 % — на работе,
- 90,5 % — в барах,
- 78,6 % — в ресторанах.

При этом воздействие пассивного курения повышает риск болезни сердца среди некурящих людей на 60 %.
По данным, опубликованным Минздравом РФ в начале марта 2015 года, в результате применения антитабачного законодательства в России, количество курильщиков с 2013 года снизилось на 17 %.

#### Влияние
С курением табака связано 23 % смертей мужчин и 4 % всех смертей женщин. В наиболее трудоспособном возрасте (30-59 лет) с курением табака у мужчин связано около 40 % всех смертей, у женщин — почти 20 %.
Преждевременная связанная с табакокурением смертность от болезней системы кровообращения:
- мужчины — 30 %;
- женщины — 5 %.

В трудоспособном возрасте (30-59 лет) эти показатели равны 55 % и 32 % соответственно.
Связанная с табакокурением смертность от ишемической болезни сердца в трудоспособном возрасте:
- мужчины — около 60 % смертей;
- женщины — 40 % смертей.

Табакокурение в 90 % случаях является причиной развития хронической обструктивной болезни лёгких.

#### Законодательство
Федеральный закон «Об ограничении курения табака» начал разрабатываться в 1998 году, был принят в 2001 году и вступил в силу в январе 2002 года.
С 1 июня 2013 года действует закон — Федеральный закон от 23 февраля 2013 года № 15-ФЗ «О защите здоровья населения от последствий потребления табака».

### В Белоруссии
В Белоруссии запрещена реклама табачных изделий в средствах массовой информации, на плакатах и билбордах. Нельзя торговать сигаретами в столовых и детских кафе, учебных заведениях, спортивных сооружениях, продавать сигареты лицам до 18 лет (в сомнительных случаях продавец должен потребовать документ, удостоверяющий возраст покупателя), продавать сигареты поштучно.
Полностью запрещается курение (в том числе электронных сигарет): пункт 35 Положения о государственном регулировании производства, оборота и потребления табачного сырья и табачных изделий, утверждённого Декретом Президента Республики Беларусь от 17.12.2002 № 28 «О государственном регулировании производства, оборота и потребления табачного сырья и табачных изделий»:
- в лифтах и вспомогательных помещениях многоквартирных жилых домов, общежитий;
- на детских площадках;
- на рабочих местах, организованных в помещениях;
- на территориях и в помещениях, занимаемых спортивно-оздоровительными и иными лагерями;
- в помещениях и на территориях, занимаемых учреждениями образования, организациями, реализующими образовательные программы послевузовского образования;
- в подземных переходах, на станциях метрополитена;
- на остановочных пунктах на маршрутах автомобильных перевозок пассажиров и перевозок пассажиров городским электрическим транспортом, посадочных площадках, используемых для посадки и высадки пассажиров;
- во всех видах транспорта общего пользования, за исключением указанных в абзаце одиннадцатом части второй настоящего пункта;
- в автомобилях, если в них присутствуют дети в возрасте до 14 лет;
- в других местах, определённых законодательными актами Республики Беларусь.

Также запрещается курение (в том числе электронных сигарет), за исключением специально созданных мест для курения: пункт 35 Положения о государственном регулировании производства, оборота и потребления табачного сырья и табачных изделий, утверждённого Декретом Президента Республики Беларусь от 17.12.2002 № 28 «О государственном регулировании производства, оборота и потребления табачного сырья и табачных изделий»:
- в торговых объектах и объектах бытового обслуживания населения, торговых центрах и на рынках;
- в объектах общественного питания, на территории летних площадок (продолжений залов);
- в границах территорий, занятых пляжами;
- на территориях и в помещениях, занимаемых организациями физической культуры и спорта, физкультурно-спортивными сооружениями;
- в производственных зданиях (помещениях);
- в помещениях и на территориях, занимаемых государственными органами, организациями культуры и здравоохранения, санаторно-курортными и оздоровительными организациями, организациями, оказывающими услуги связи,
- социальные, банковские, страховые, гостиничные и иные услуги, а также организациями, индивидуальными предпринимателями, которым в соответствии с законодательством Республики Беларусь предоставлено право осуществлять образовательную деятельность, за исключением указанных в абзаце шестом части первой настоящего пункта;
- в помещениях, предназначенных для приёма граждан, в том числе по вопросам осуществления административных процедур;
- в помещениях пассажирских терминалов автомобильного транспорта, портов и аэропортов;
- в помещениях и на территориях железнодорожных станций, предназначенных для обслуживания пассажиров железнодорожного транспорта общего пользования

Штраф за курение в запрещённых местах — от 4 до 20 базовых величин:
- до 128 бел.руб (39 евро) — за курение в местах, где оно запрещено (статья 19.9 КоАП РБ)
- до 640 бел.руб (195 евро) — за курение во вспомогательных помещениях многоквартирного жилого дома (часть 4 ст. 22.12 КоАП РБ)

Специально предназначенные для курения места запрещено располагать:
- в туалетных комнатах;
- в помещениях категорий по взрывопожарной и пожарной опасности А, Б, В1-В4 и ближе 30 метров от наружных установок категорий по взрывопожарной и пожарной опасности Ан, Бн, Вн согласно нормам пожарной безопасности Республики Беларусь «Категорирование помещений, зданий и наружных установок по взрывопожарной и пожарной опасности. НПБ 5-2000», утверждённым постановлением Министерства по чрезвычайным ситуациям Республики Беларусь от 28 декабря 2000 г. № 36 (Национальный реестр правовых актов Республики Беларусь, 2001 г., № 20, 8/4924);
- во взрывоопасных и пожароопасных зонах согласно правилам устройства электроустановок;
- на путях эвакуации (лестничных клетках, коридорах) из зданий и сооружений;
- на территориях, в зданиях и сооружениях организаций независимо от форм собственности и ведомственной принадлежности, в которых курение и проведение огневых работ не допускается требованиями технических нормативных правовых актов системы противопожарного нормирования и стандартизации Республики Беларусь[62].

В стране (на 30 ноября 2011 года) курят более 20 процентов 15-летних.

### На Украине
Запрещена реклама табачных изделий.
Закрыты курительные комнаты в Верховной Раде.
Полностью запрещено курение табачных изделий:
- в лифтах и таксофонах;
- в помещениях и на территории учреждений здравоохранения;
- в помещениях и на территории учебных заведений;
- на детских площадках;
- в помещениях и на территории спортивных и физкультурно-оздоровительных сооружений и в заведениях физической культуры и спорта;
- в подъездах жилых домов;
- в подземных переходах;
- в транспорте общего пользования, который используется для перевозки пассажиров;
- в помещениях заведений ресторанного хозяйства;
- в помещениях объектов культурного назначения;
- в помещениях органов государственной власти и органов местного самоуправления, других государственных учреждений;
- на стационарно оборудованных остановках маршрутных транспортных средств.

Также запрещено, кроме специально отведённых для этого мест, курение:
- в помещениях предприятий, учреждений и организаций всех форм собственности;
- в помещениях гостиниц и аналогичных средств размещения граждан;
- в помещениях общежитий;
- в аэропортах и на вокзалах[64].

### В других странах
- Австралия: с 2012 года все пачки сигарет стандартизированы[англ.], изображение брендов компаний запрещено[65]. Пачка сигарет имеет тёмно-коричневый цвет с изображением на тему последствий курения и указанием производителя мелким шрифтом.
- Бельгия: подписан закон о запрете курения в общественных помещениях. За нарушение — штраф 480 долларов.
- Бутан: единственная страна мира, на всей территории которой запрещено курение.
- Великобритания: запрещено курение во всех кафе, ресторанах, клубах, офисах и организациях. Штраф за нарушение может достигать 2500 фунтов.
- Венгрия: за курение в неположенном месте взимается штраф 125 долларов, за нарушение правил продажи — до 420 долларов.
- Германия: в Закон о страховании внесена поправка: страховые взносы по медицинскому страхованию для некурящего на 40 % меньше, поскольку для медицины он обходится дешевле. Известно, что в Германии выделяется время на перекуры. Но время тех, кто добровольно отказался от курения, суммируется и прибавляется к отпуску.
- Италия: штраф за курение в общественных местах составляет от 250 до 2000 евро.
- Канада: курить запрещено во всех госучреждениях страны, курильщикам запрещено появляться с сигаретой на службе, в аэропортах, на вокзалах. Пепельницы исчезли из баров и ресторанов. Табачным компаниям не разрешается быть спонсорами спортивных соревнований.
- Польша: запрещено курить в общественных местах и с улиц убрали автоматы, продающие сигареты.
- США: запрещено курить в закрытых общественных помещениях и служебных автомобилях. Штраф за нарушение — 1000 долларов.
- Финляндия: действуют запреты: располагать табачные изделия на витринах мест торговли; курить в автомобиле, если в нём находится несовершеннолетний. Принят закон, по которому курение разрешено только на улице. До 2013 года должны быть демонтированы автоматы по продаже сигарет[66].
- Турция: запрещена реклама табачных изделий, запрещено курить в закрытых помещениях (кроме специально оборудованных мест), общественном транспорте.
- Швеция: если студент хочет получить стипендию, он должен не курить.
- Япония: фирмы выплачивают премии некурящим сотрудникам.